# سرگئی ترشچنکو
سرگئی الکساندروویچ ترشچنکو (به روسی: Сергей Александрович Терещенко) (زاده ۳۰ مارس ۱۹۵۱ – درگذشته ۱۰ فوریه ۲۰۲۳) سیاستمدار قزاقستانی بود. او از ۱۶ دسامبر ۱۹۹۱ تا ۱۲ اکتبر ۱۹۹۴ به‌عنوان نخست‌وزیر قزاقستان خدمت کرد.